# 小行星79983
小行星79983是海王星外天體，位於古柏帶中，乍德·特魯希略、大衛·朱維特與劉麗杏於1999年發現該天體。